# 지방도 제898호선
지방도 제898호선은 전라남도 담양군 대전면 신남삼거리와 전북특별자치도 고창군 고창읍를 잇는 전라남도의 지방도이다.
1984년에는 노선명이 '장성 ~ 고창선'이었으며 1995년 12월 8일 '대전 ~ 고창선'으로 변경되었다.

## 연혁
- 1984년 9월 18일 : 도로 확포장공사를 위해 장성군 장성읍 영천리 ~ 북일면 문암리 13.77km 구간 도로구역 변경[2]
- 1985년 12월 23일 : 기점을 '장성군 장성읍 영천리', 종점을 '장성군 북일면 문암리'로 명시하고 도로개량이 완료된 장성군 장성읍 야은리 ~ 북일면 문암리 11.5km 구간 도로예정지 해제[3]
- 1987년 1월 22일 : 장성군 장성읍 영천리 ~ 북일면 문암리 13.77km 구간 도로예정지 해제[4]
- 1995년 12월 8일 : 기존 노선을 폐지하고 기점을 '담양군 대전면 대치리', 종점을 '장성군 장성읍 문암리'로 하여 30.3km 구간을 지방도 제898호선 '대전 ~ 고창선'으로 새로 지정[5]
- 1996년 5월 20일 : 1997년 12월까지 대치우회도로(담양군 대전면 대치리 ~ 평장리) 신설공사를 위해 1.54km 구간 도로구역 변경[6]
- 1996년 11월 25일 : 종점을 기존 장성군 장성읍 문암리에서 '장성군 북일면 문암리'로 변경함. 이에 따라 총 연장 31.7km가 됨.[7]
- 1996년 12월 9일 : 1998년 12월까지 대전 ~ 장성간 도로(담양군 대전면 평장리) 확포장공사를 위해 3.8km 구간 도로구역 변경[8]
- 1999년 6월 5일 : 2000년 11월까지 북일도로(장성군 장성읍 용강리 ~ 신흥리) 확포장공사를 위해 1.53km 구간 도로구역 변경[9]
- 2000년 2월 11일 : 2006년 1월까지 대전 ~ 북하간 도로(담양군 대전면 평장리 ~ 장성군 북하면 대악리) 확포장공사를 위해 5.26km 구간 도로구역 변경[10]
- 2000년 11월 27일 : 2001년 2월까지 북일도로(장성군 장성읍 용강리 ~ 북일면 박산리) 확포장공사를 위해 2.44km 구간 2.25km로 도로구역 변경[11]
- 2014년 2월 3일 : 2017년까지 작은재(장성군 장성읍 백계리 ~ 북일면 신흥리) 개량공사를 위해 2.54km 구간 도로구역 변경[12]
- 2014년 8월 7일 : 작은재 개량공사 기간을 2019년까지로 연기[13]

## 주요 경유지

### 전라남도
- 담양군
  - 대전면 신남삼거리 - 월본사거리 - 원촌사거리 - 대아제 - 평장리 - 한재 (대치)
- 장성군
  - 북하면 한재 (대치) - 월성제 - 월성리 - 월성삼거리 - 월성교 - 구신재
  - 장성읍 구신재 - 덕진리 - 상오리 - 야은삼거리 - 황룡교 - 백계리 - 용강리
  - 북일면 신흥리 - 북일면신흥리 교차로 - 개천교 - 신흥리역 - 북일초등학교 - 성덕리 - 북일면성덕리 교차로 - 광암저수지 - 문암리 - 솔재

### 전북특별자치도
- 고창군
  - 고창읍 솔재 - 석정온천 교차로

## 중복 구간
- 담양군 대전면 월본사거리 ~ 원촌사거리 : 국도 제24호선과 중복
- 장성군 북하면 월성삼거리 ~ 장성읍 야은삼거리 : 국도 제1호선, 국가지원지방도 제49호선과 중복
- 장성군 북일면 신흥리 ~ 북일면신흥리 교차로 : 지방도 제734호선과 중복

## 도로명
- 전라남도
  - 담양군 대전면 신남삼거리 ~ 장성군 북하면 월성삼거리 : 병풍로
  - 장성군 북하면 월성삼거리 ~ 장성읍 야은삼거리 : 단풍로
  - 장성군 장성읍 야은삼거리 ~ 북일면 신흥리 : 신흥로
  - 장성군 북일면 신흥리 ~ 북일면신흥리 교차로 : 봉암로
  - 장성군 북일면 북일면신흥리 교차로 ~ 솔재 : 신흥로
- 전북특별자치도
  - 고창군 고창읍 솔재 ~ 석정온천 교차로 : 솔재로